# Klient-serwer

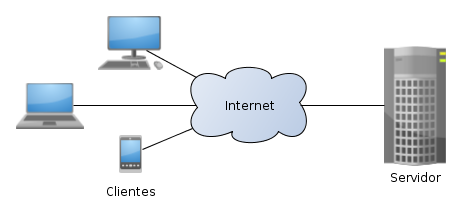
Ilustracja przedstawiająca budowę tego typu sieci - urządzenia (klienci) łączą się z serwerem i otrzymują od niego dane

Klient-serwer (ang. client/server, client-server model) – architektura systemu komputerowego, w szczególności oprogramowania, umożliwiająca podział zadań (ról). Polega na ustaleniu, że serwer zapewnia usługi klientom, zgłaszającym do serwera żądania obsługi (ang. service request).

## Zastosowanie
Podstawowe, najczęściej spotykane serwery działające w oparciu o architekturę klient-serwer to: serwer poczty elektronicznej, serwer WWW, serwer plików, serwer aplikacji. Z usług jednego serwera może zazwyczaj korzystać wiele klientów. Jeden klient, w ogólności, może korzystać jednocześnie z usług wielu serwerów. Według schematu klient-serwer działa też większość, obecnie spotykanych, systemów zarządzania bazą danych.

## Podział zadań
W pewnym uproszczeniu, bez wdawania się w techniczne szczegóły realizacji, sposób komunikacji według architektury klient-serwer można scharakteryzować przez określenie zadań (wyznaczenie ról) obu stronom oraz zdefiniowanie ich trybów pracy.
Strona klienta
Jest to strona żądająca dostępu do danej usługi lub zasobu.
Tryb pracy klienta:
- aktywny,
- wysyła żądanie do serwera,
- oczekuje na odpowiedź od serwera.

Strona serwera
Jest to strona świadcząca usługę lub udostępniająca zasoby.
Tryb pracy serwera:
- pasywny,
- czeka na żądania od klientów,
- w momencie otrzymania żądania, przetwarza je, a następnie wysyła odpowiedź.

## Typy architektury
Ze względu na podział wykonywanych zadań wyróżnia się następujące typy architektury klient-serwer:
- architektura dwuwarstwowa – przetwarzanie i składowanie danych odbywa się w jednym module
- architektura trójwarstwowa – przetwarzanie i składowanie danych następuje w dwóch osobnych modułach
- architektura wielowarstwowa – przetwarzanie, składowanie i inne operacje na danych odbywają się w wielu osobnych modułach.

## Komunikacja
Połączenie pomiędzy klientem a serwerem opisane jest przy pomocy określonych protokołów komunikacyjnych. Najczęściej spotykanym jest TCP/IP. W większości przypadków komunikacja opiera się na schemacie, w którym klient nawiązuje połączenie z serwerem. Następnie wysyła żądanie w określonym formacie do serwera i oczekuje na jego odpowiedź. Serwer cały czas oczekuje na klientów i w momencie otrzymania żądania przetwarza je i wysyła odpowiedź. W modelu OSI komunikacja pomiędzy stronami przebiega w warstwie aplikacji.

## P2P
P2P jest to rodzaj innej architektury, w której każdy host może pełnić jednocześnie rolę klienta i rolę serwera.

## Zalety
- Wszystkie informacje przechowywane są na serwerze, wobec tego możliwe jest lepsze zabezpieczenie danych. Serwer może decydować, kto ma prawo do odczytywania i zmiany danych.
- Istnieje wiele rozwiniętych technologii wspomagających działanie, bezpieczeństwo i użyteczność tego typu rozwiązania.

## Wady
- Duża liczba klientów próbujących otrzymać dane z jednego serwera powoduje różnego typu problemy związane z przepustowością łącza oraz technicznymi możliwościami przetworzenia żądań klientów.
- W czasie, gdy serwer nie działa, dostęp do danych jest całkowicie niemożliwy.
- Do uruchomienia jednostki będącej serwerem z możliwością obsługi dużej liczby klientów potrzebne jest specjalne oprogramowanie oraz sprzęt komputerowy, które nie występują w większości komputerów domowych.

## Przykład
Najbliższym przykładem jest organizacja dostępu do zasobów Internetu, gdzie:
- rolę serwera pełni serwer WWW,
- rolę klienta pełni przeglądarka internetowa.

W czasie przeglądania stron internetowych komputer użytkownika jest klientem, a komputery, które obsługują bazy danych i inne aplikacje potrzebne do obsługi połączenia, to serwer. W momencie gdy przeglądarka żąda jakiejś strony, serwer wyszukuje odpowiednie informacje w bazie danych, przetwarza je do postaci strony internetowej, a następnie wysyła do klienta.